# Matteo Pisseri
Matteo Pisseri (Parma, 21 novembre 1991) è un calciatore italiano, portiere svincolato.

## Carriera
Inizia la sua carriera nelle giovanili del Parma, squadra della sua città e che tifa fin da quando è bambino. 
Il 7 luglio 2011 viene ceduto al Renate in comproprietà. Con i lombardi totalizza 33 presenze in Lega Pro Seconda Divisione ed è rientrato tra i primi nella classifica dei giovani talenti della Lega Pro (giocatori nati dal 1990 in poi) realizzata dal quotidiano La Gazzetta dello Sport.
Nel giugno 2012, il Parma sceglie di riacquistarlo dal Renate.
Il 15 luglio 2012 viene ceduto in prestito secco al Catanzaro.
Il 27 giugno 2016 viene acquistato dal Catania con cui firma un contratto triennale.
Il 9 agosto 2019 dopo tre anni in Sicilia, diventa un nuovo giocatore della Pistoiese.
Il 19 agosto 2020 viene acquistato a titolo definitivo dall'Alessandria. Con i piemontesi ottiene la promozione in Serie B dopo aver vinto i play-off.
Il 29 agosto 2022 firma un contratto biennale con la Triestina. 
Il 31 gennaio 2023, Pisseri viene ceduto in prestito al Monopoli, tornando in biancoverde sette anni dopo.
Il 18 luglio 2023, passa a titolo definitivo al Cesena firmando un contratto biennale.
Al termine della stagione con i romagnoli ottiene la promozione in Serie B, stabilendo il nuovo record di imbattibilità per un portiere in terza serie, rimanendo imbattuto per 758 minuti.

## Statistiche

### Presenze e reti nei club
Statistiche aggiornate al 13 maggio 2025.
| Stagione            | Squadra            | Campionato         | Campionato | Campionato | Coppe nazionali | Coppe nazionali | Coppe nazionali | Coppe continentali | Coppe continentali | Coppe continentali | Altre coppe | Altre coppe | Altre coppe | Totale | Totale |
| Stagione            | Squadra            | Comp               | Pres       | Reti       | Comp            | Pres            | Reti            | Comp               | Pres               | Reti               | Comp        | Pres        | Reti        | Pres   | Reti   |
| ------------------- | ------------------ | ------------------ | ---------- | ---------- | --------------- | --------------- | --------------- | ------------------ | ------------------ | ------------------ | ----------- | ----------- | ----------- | ------ | ------ |
| 2011-2012           | Renate             | 2D                 | 33         | -38        | CI-LP           | 3               | -1              | -                  | -                  | -                  | -           | -           | -           | 36     | -39    |
| 2012-2013           | Catanzaro          | 1D                 | 26         | -37        | CI+CI-LP        | 0+0             | 0               | -                  | -                  | -                  | -           | -           | -           | 26     | -37    |
| 2013-2014           | Gubbio             | 1D                 | 29         | -39        | CI+CI-LP        | 2+0             | -3 + 0          | -                  | -                  | -                  | -           | -           | -           | 31     | -42    |
| 2014-2015           | Juve Stabia        | LP                 | 38+1       | -37 + -1   | CI+CI-LP        | 2+1             | -3 + -2         | -                  | -                  | -                  | -           | -           | -           | 42     | -43    |
| sett. 2015-2016     | Monopoli           | LP                 | 31+2       | -38 + -2   | CI-LP           | -               | -               | -                  | -                  | -                  | -           | -           | -           | 33     | -40    |
| 2016-2017           | Catania            | LP                 | 38+1       | -36        | CI+CI-LP        | 0+3             | 0 + -3          | -                  | -                  | -                  | -           | -           | -           | 42     | -39    |
| 2017-2018           | Catania            | C                  | 36+4       | -30 + -3   | CI-C            | 1               | -2              | -                  | -                  | -                  | -           | -           | -           | 41     | -35    |
| 2018-2019           | Catania            | C                  | 34+5       | -28 + -6   | CI+CI-C         | 4+0             | -3 + 0          | -                  | -                  | -                  | -           | -           | -           | 43     | -37    |
| ago. 2019           | Catania            | C                  | 0          | 0          | CI+CI-C         | 1+0             | 0               | -                  | -                  | -                  | -           | -           | -           | 1      | 0      |
| Totale Catania      | Totale Catania     | Totale Catania     | 108+10     | -94 + -9   |                 | 9               | -8              |                    | -                  | -                  |             | -           | -           | 127    | -111   |
| ago. 2019-2020      | Pistoiese          | C                  | 26         | -21        | CI-C            | 2               | -2              | -                  | -                  | -                  | -           | -           | -           | 28     | -23    |
| 2020-2021           | Alessandria        | C                  | 30+6       | -20 + -4   | CI              | 1               | -2              | -                  | -                  | -                  | -           | -           | -           | 37     | -26    |
| 2021-2022           | Alessandria        | B                  | 37         | -53        | CI              | 2               | -3              | -                  | -                  | -                  | -           | -           | -           | 39     | -56    |
| Totale Alessandria  | Totale Alessandria | Totale Alessandria | 67+6       | -73 + -4   |                 | 3               | -5              |                    | -                  | -                  |             | -           | -           | 76     | -82    |
| ago. 2022-gen. 2023 | Triestina          | C                  | 14         | -22        | CI-C            | 0               | 0               | -                  | -                  | -                  | -           | -           | -           | 14     | -22    |
| gen.-giu. 2023      | Monopoli           | C                  | 3          | -6         | CI-C            | -               | -               | -                  | -                  | -                  | -           | -           | -           | 3      | -6     |
| Totale Monopoli     | Totale Monopoli    | Totale Monopoli    | 34+2       | -44 + -2   |                 | 0               | 0               |                    | -                  | -                  |             | -           | -           | 36     | -46    |
| 2023-2024           | Cesena             | C                  | 35         | -18        | CI+CI-C         | 2+0             | -4 + 0          | -                  | -                  | -                  | SC-C        | 2           | -3          | 39     | -25    |
| 2024-2025           | Cesena             | B                  | 11         | -17        | CI              | 3               | -8              | -                  | -                  | -                  | -           | -           | -           | 14     | -25    |
| Totale Cesena       | Totale Cesena      | Totale Cesena      | 46         | -35        |                 | 5               | -12             |                    | -                  | -                  |             | 2           | -3          | 53     | -50    |
| Totale carriera     | Totale carriera    | Totale carriera    | 421+19     | -440 + -16 |                 | 27              | -36             |                    | -                  | -                  |             | 2           | -3          | 469    | -495   |

## Palmarès

### Club

#### Competizioni nazionali
- Serie C: 1

Cesena: 2023-2024 (girone B)
- Supercoppa Serie C: 1

Cesena: 2024